# Clase Bainbridge
La clase Bainbridge, fue el primer tipo de destructores de la Armada de los Estados Unidos, construidos entre 1899 y 1900.

## Historial
Los 13 buques, fueron autorizados tras la Guerra hispano-estadounidense, y fueron dados de baja en 1920. Uno de los buques, el USS Chauncey, se hundió tras colisionar con el SS Rose en 1917.
Tras ser dados de baja, los 12 buques restantes, fueron vendidos a Joseph G. Hitner, excepto el USS Hopkins, que fue vendido a  Denton Shore Lumber Company en Tampa, Florida.
Los destructores de la clase Bainbridge, podrían parecer enanos junto a su contraparte de 100 años después, el destructor de la clase Arleigh Burke USS Bainbridge (DDG-96), que tiene una eslora superior al doble, y un desplazamiento más de 20 veces mayor que su predecesor.

## Subdivisión de la claseBainbridge
Algunas fuentes, dividen la clase Bainbridge en otras clases, mientras que otras, le añaden los destructores de la clase Truxtun:
- Los destructores Hopkins y Hull estaban equipados con calderas a fuel oil en vez de a carbón, y tenían la proa en forma de caparazón de tortuga y pueden ser considerados como miembros de la clase o subclase Hopkins.
- Los destructores Lawrence y Macdonough tenían dos cañones adicionales de 6 libras, proa en forma de caparazón de tortuga, tenían sus cuatro chimeneas en un solo grupo y pueden ser considerados como miembros de la clase o subclase Lawrence.
- Los destructores Paul Jones, Perry y Preble portaban un montaje doble de tubos lanzatorpedos en vez de dos tubos simples, y pueden ser considerados como miembros de la clase o subclase Lawrence.
- El destructor Stewart estaba equipado con calderas Seabury, y era el más rápido de los “400-toneladas”, y también el más pequeño.

## Lista de destructores de la clase Bainbridge
| Buque                  | Astillero                                        | Alta | Baja |
| ---------------------- | ------------------------------------------------ | ---- | ---- |
| USS Bainbridge (DD-1)  | Neafie and Levy Ship and Engine Building Company | 1903 | 1919 |
| USS Barry (DD-2)       | Neafie and Levy Ship and Engine Building Company | 1902 | 1919 |
| USS Chauncey (DD-3)    | Neafie and Levy Ship and Engine Building Company | 1903 | 1917 |
| USS Dale (DD-4)        | William R. Trigg Company                         | 1903 | 1919 |
| USS Decatur (DD-5)     | William R. Trigg Company                         | 1902 | 1919 |
| USS Hopkins (DD-6)     | Harlan & Hollingsworth Company                   | 1903 | 1919 |
| USS Hull (DD-7)        | Harlan & Hollingsworth Company                   | 1903 | 1919 |
| USS Lawrence (DD-8)    | Fore River Ship & Engine Company                 | 1903 | 1919 |
| USS Macdonough (DD-9)  | Fore River Ship & Engine Company                 | 1903 | 1919 |
| USS Paul Jones (DD-10) | Union Iron Works                                 | 1902 | 1919 |
| USS Perry (DD-11)      | Union Iron Works                                 | 1902 | 1919 |
| USS Preble (DD-12)     | Union Iron Works                                 | 1903 | 1919 |
| USS Stewart (DD-13)    | Gas Engine and Power Company                     | 1902 | 1919 |